# We Steal Things.
We Steal Things. là đĩa mở rộng thứ ba và cuối cùng trong tập hợp ba đĩa mở rộng, có mặt trong một thời gian giới hạn của ca sĩ/nhạc sĩ người Mỹ Jason Mraz để quảng bá cho album phòng thu We Sing. We Dance. We Steal Things.. Đĩa EP này chỉ được phát hành cùng với album phòng thu mới vào ngày 13 tháng 5 năm 2008. EP cũng có mặt trong một phiên bản hạn chế của We Sing. We Dance. We Steal Things., phát hành ngày 18 tháng 11 năm 2008.

## Danh sách track
| STT | Nhan đề                                                                   | Thời lượng |
| --- | ------------------------------------------------------------------------- | ---------- |
| 1.  | "Love for a Child (From the Casa Nova Sessions)"                          | 3:54       |
| 2.  | "Coyotes (From the For a Girl in the New York Sessions)"                  | 4:20       |
| 3.  | "Man Gave Names to All the Animals (From the Gospel Collection Sessions)" | 4:18       |
| 4.  | "Mudhouse Gypsy MC (Live from Amsterdam)"                                 | 7:00       |